# الیزابت بلک‌برن
الیزابت هلن بلک‌برن (به انگلیسی: Elizabeth Helen Blackburn) ‏زیست‌شناس استرالیایی‌تبار آمریکایی، پژوهشگر، استاد دانشگاه و برندهٔ نوبل پزشکی سال ۲۰۰۹ است.
الیزابت بلک‌برن در سال ۱۹۴۸ در تاسمانی به دنیا آمد. علاقه اش به حیوانات او را به سمت رشته زیست‌شناسی سوق داد. پس از این که کارشناسی و کارشناسی ارشدش را از دانشگاه ملبورن دریافت کرد برای تحصیل در دکترا به دانشگاه کمبریج رفت و در پروژه تحقیقاتی خود بر روی توالی‌های DNA باکتریوفاژها مطالعه کرد. او برای ادامه تحقیقات خود یک دوره فوق‌دکتری را در دانشگاه ییل گذراند و سپس به عضویت هیئت علمی دانشگاه کالیفرنیا در برکلی درآمد. او از ۱۹۹۰ میلادی، تا امروز نیز استاد پزشکی و فیزیولوژی در دانشگاه کالیفرنیا در سانفرانسیسکو است.
مطالعات او بر روی ساختار کروموزوم ادامه یافت و او به ساختاری در انتهای کروموزوم به نام تلومر دست یافت. الیزابت متوجه شد که در تلومرها توالی‌های DNA کم‌اهمیت و تکرار شونده ای وجود دارند که هر بار در تقسیم سلولی بخشی از آنها برای حمایت از توای‌های اصلی و کد کنندهٔ DNA می‌شکند. هر چه سن ما بیشتر می‌شود این توالی‌های تلومر کمتر می‌شوند و به این ترتیب احتمال تخریب DNA ما بالاتر می‌رود. از دست رفتن این اطلاعات در DNA باعث می‌شود که سلولهای ما دیگر به خوبی سابق کار نکنند یا بمیرند، که نتیجه این اتفاقات به بیماریهایی نظیر سرطان، از بین رفتن فعالیت اندامها و الزایمر منتهی می‌شود. الیزابت بلک برن و دانشجویانش آنزیم تلومراز را کشف کردند که به حفظ طول کروموزوم در تلومر کمک می‌کند و به این ترتیب نامزد جایزه نوبل پزشکی در سال ۲۰۰۹ شدند. آنها دریافتند که حفاظت از طول تلومرها تأثیر مستقیمی بر طول عمر موجودات دارد.

## جایزه نوبل پزشکی

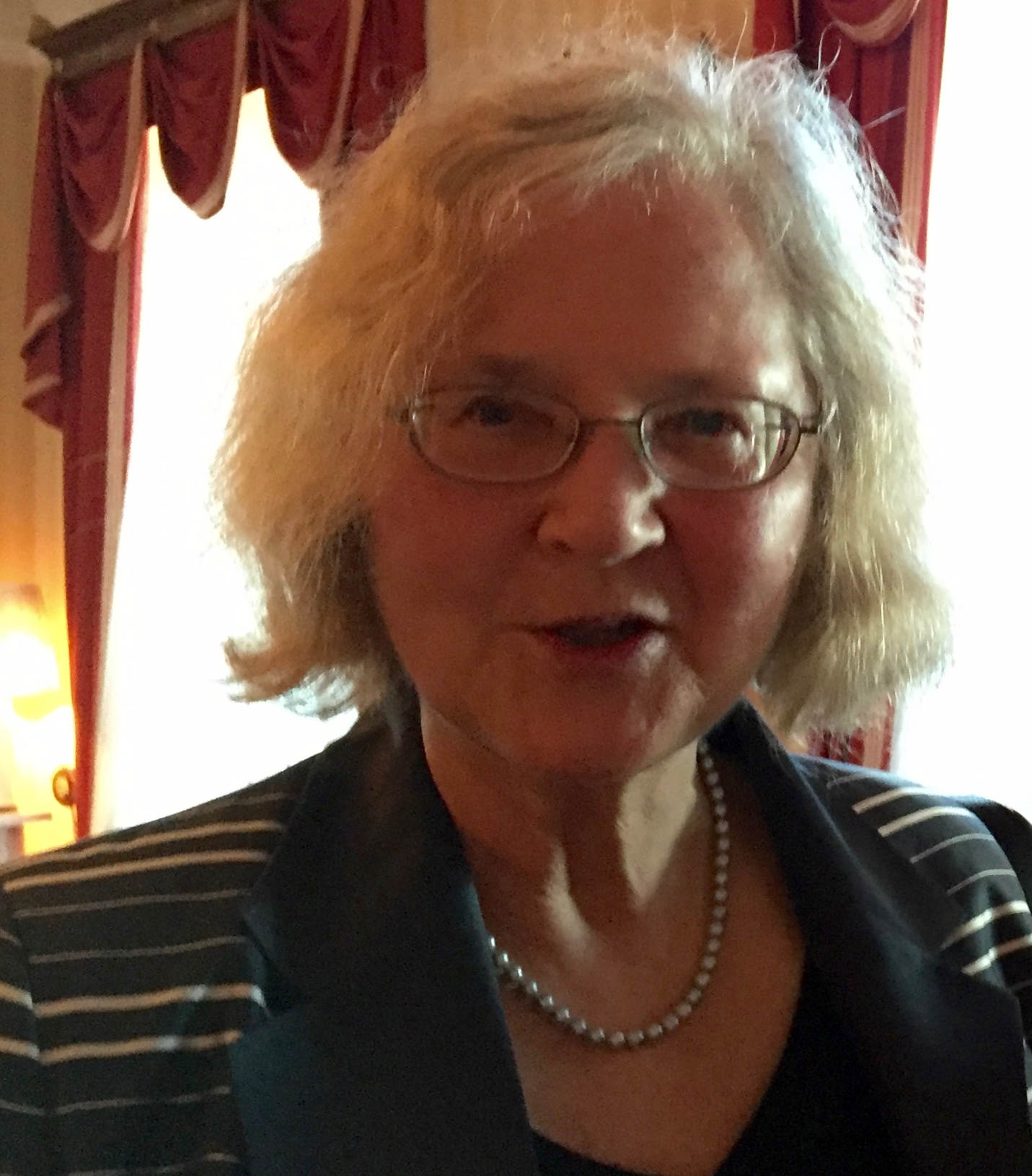
بلک برن در استکلهم در ژوئن ۲۰۱۶

یکصدمین جایزهٔ نوبل پزشکی، به الیزابت بلک‌برن، جک ژوستاک و کارول گریدر، به خاطر پژوهش‌هایشان در زمینهٔ کشف مکانیزم حفاظت تلومر از کروموزوم‌های خطی، اهدا شد.

## در رسانه‌ها
نشریهٔ تایم، الیزابت بلکبرن از دانشگاه کالیفرنیا، سانفرانسیسکو را یکی از ۱۰۰ شخصیت اثرگذار جهان می‌داند.